# Ana Rucner
Ana Rucner, född 12 februari 1983 i Zagreb i Jugoslavien (nuvarande Kroatien), är en kroatisk cellist.

## Biografi
Ana Rucner härstammar från en musikalisk familj. Hennes mor Snježana är cellist vid Kroatiska nationalteatern i Zagreb och hennes far Dragan är violinist i Zagrebs Filharmoni. Även brodern Mario är violinist. År 1998 grundade föräldrarna Rucner stråkkvartett.
Som sjuåring fick Rucner professionell musikalisk utbildning vid Elly Bašićs musikskola i Zagreb. Tio år senare inledde hon studier vid universitetet i Zagrebs musikakademi.
År 2006 gifte hon sig med den trettio år äldre sångaren Vlado Kalember och samma år fick paret sonen Darian. År 2014 valde paret att gå skilda vägar.
I Kroatien blev hon framförallt känd sedan hon år 2012 vunnit det prestigefyllda priset "Das goldene Stadttor" (Det gyllene stadstornet) för musikvideon "Ode to Joy" (Ode till glädjen) vid turistfilmfestivalen på ITB Berlin. Video tillkom på beställning av Kroatiska turistrådet för att marknadsföra Kroatien som turistland. 

### Eurovision Song Contest 2016
Tillsammans med Dalal Midhat-Talakić, Deen och Jasmin Fazlić Jala representerade hon Bosnien och Hercegovina i Eurovision Song Contest 2016 i Stockholm. De framförde bidraget "Ljubav je" i tävlingens första deltävling, 10 maj, men bidraget gick inte till final.

### Fotnoter
1. 1 2 3 4  Anarucner.com Arkiverad 19 februari 2016 hämtat från the Wayback Machine. - Ana Rucners officiella webbplats (engelska)
2. ↑  Story.hr (kroatiska)
3. ↑  Anarucner.com Arkiverad 31 mars 2016 hämtat från the Wayback Machine. - Ana Rucners officiella webbplats (engelska)
4. ↑  ”We have our first ten finalists” (på engelska). Eurovision.tv. http://www.eurovision.tv/page/news?id=50we_have_our_first_ten_finalists. Läst 13 maj 2016.